# Bolsena
Bolsena is een gemeente in de Italiaanse provincie Viterbo (regio Lazio) en telt 4161 inwoners (31-12-2004). De oppervlakte bedraagt 63,9 km², de bevolkingsdichtheid is 64,29 inwoners per km².

## Demografie
Bolsena telt ongeveer 1880 huishoudens. Het aantal inwoners steeg in de periode 1991-2001 met 1,2% volgens cijfers uit de tienjaarlijkse volkstellingen van ISTAT.
| Jaar | Inwoneraantal |
| ---- | ------------- |
| 1991 | 4064          |
| 2001 | 4111          |

## Geografie
De gemeente ligt op ongeveer 350 m boven zeeniveau aan het meer van Bolsena.
Bolsena grenst aan de volgende gemeenten: Bagnoregio, Capodimonte, Castel Giorgio (TR), Gradoli, Montefiascone, Orvieto (TR), San Lorenzo Nuovo.

## Geschiedenis en legenden
Bolsena ontstond als de Romeinse colonia Volsinii Novi na de vernietiging van de oude Etruskische stadstaat Volsinii. Later werd Bolsena bekend door een mirakel (het zogenaamde Wonder van Bolsena) dat zich hier in 1263 zou hebben voorgedaan. Een priester van Boheemse afkomst had zo zijn twijfels over de transsubstantiatie (d.i. de verandering van brood en wijn in het lichaam en bloed van Jezus Christus door de woorden van de consecratie tijdens de mis, in 1215 als dogma door de kerk aanvaard). Terwijl hij in de kerk van Santa Christina de mis aan het opdragen was, zou de hostie ineens zijn gaan bloeden, een afdoend bewijs van het incarnatiemysterie. Hij snelde naar Orvieto waar zich op dat moment de paus Urbanus IV bevond; deze zag in het eucharistisch mirakel eveneens een volledige bevestiging van de transsubstantiatie. De paus gaf meteen opdracht tot de bouw van de kathedraal van Orvieto. Het linnen doek waarop het bloed viel, wordt in deze kathedraal in een reliekhouder bewaard. Paus Urbanus IV stelde in 1264 wereldwijd Sacramentsdag in. In Bolsena wordt deze dag jaarlijks met bloemtapijten en processies luisterrijk gevierd.
Egidius Smeyers maakte hierover het schilderwerk Het mysterie van Bolsena..
Het centrum van het stadje Bolsena wordt gedomineerd door het kasteel Rocca Monaldeschi della Cervara, een middeleeuws kasteel (12e tot 14e eeuw) dat vaak met brand en vernieling te maken heeft gehad, maar dankzij restauraties nog altijd in de wijde omgeving scherp in het oog springt. Sinds 1991 is in het kasteel het Museo Territoriale del Lago di Bolsena (Territoriaal Museum van het Meer van Bolsena) gevestigd.

## Afbeeldingen

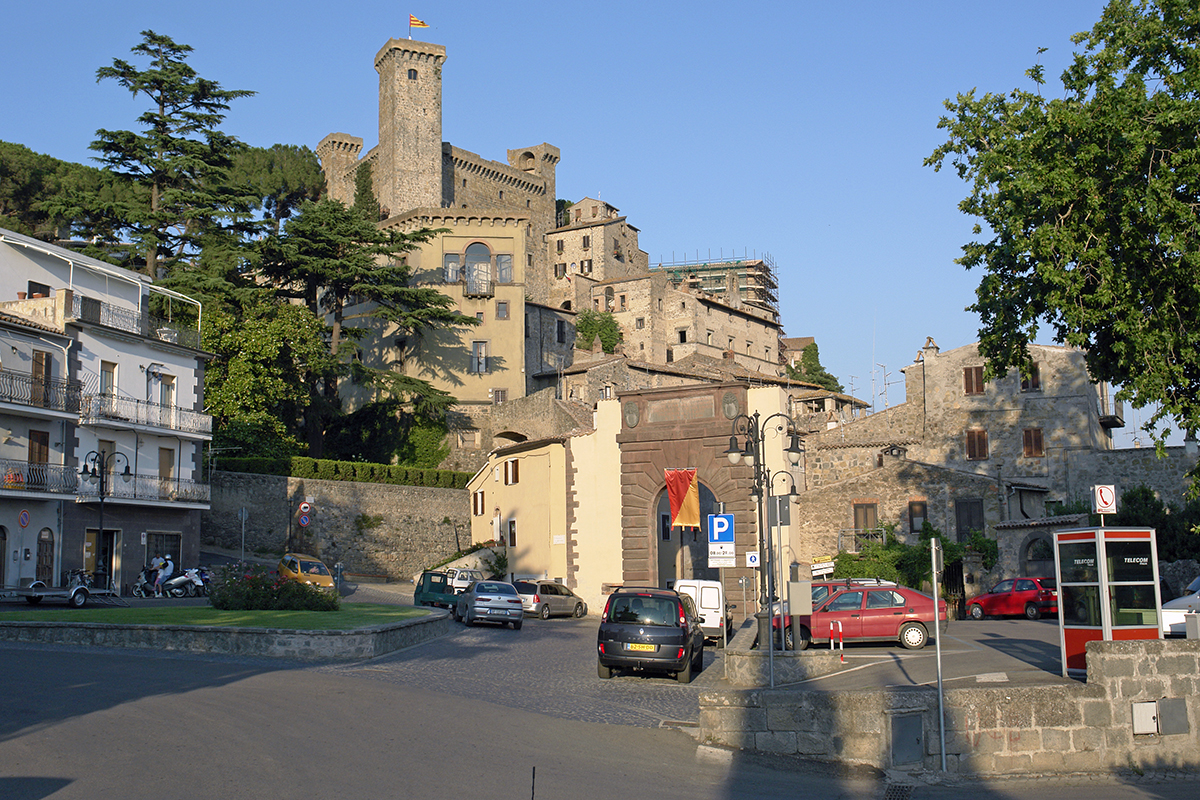
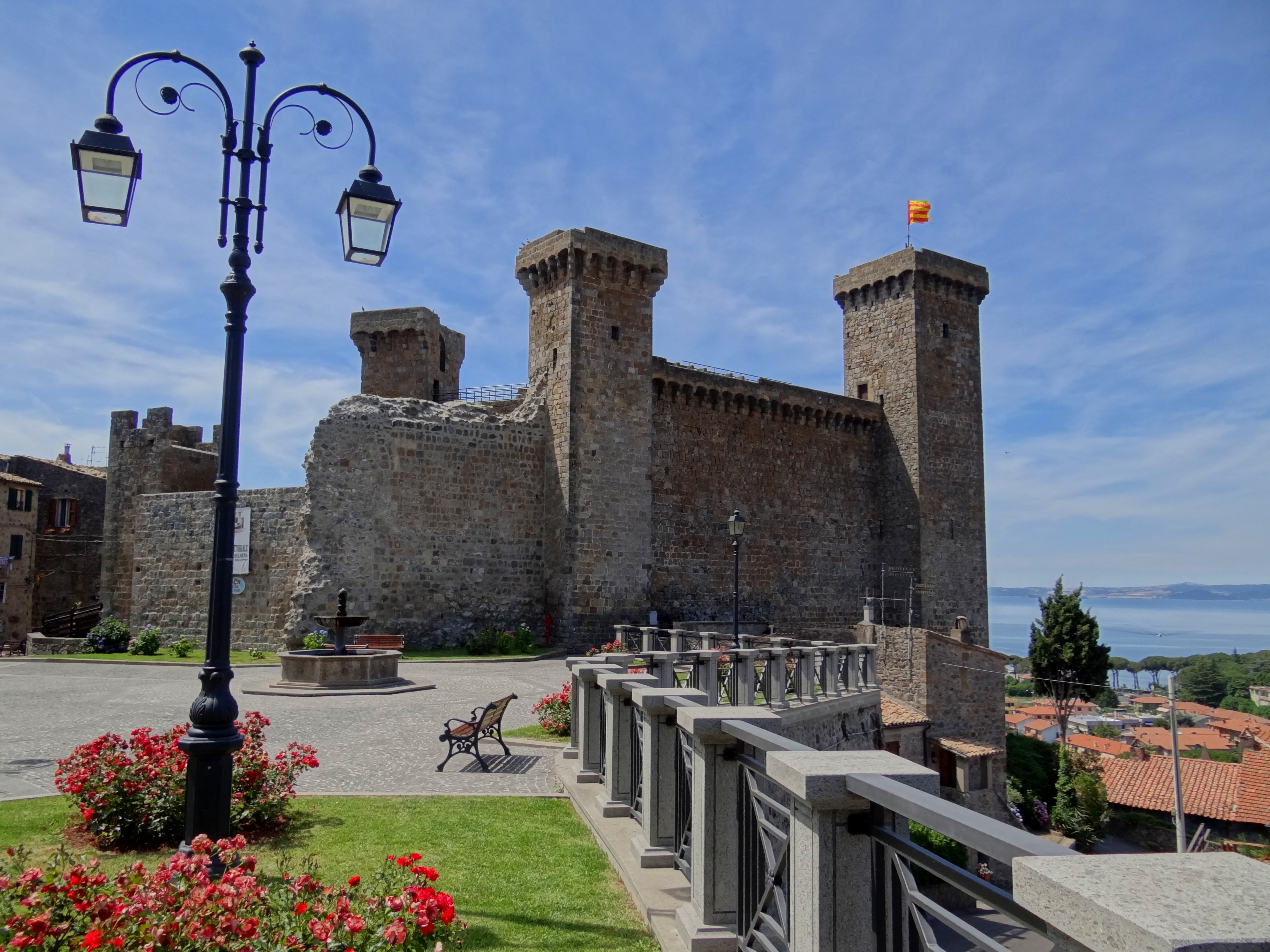
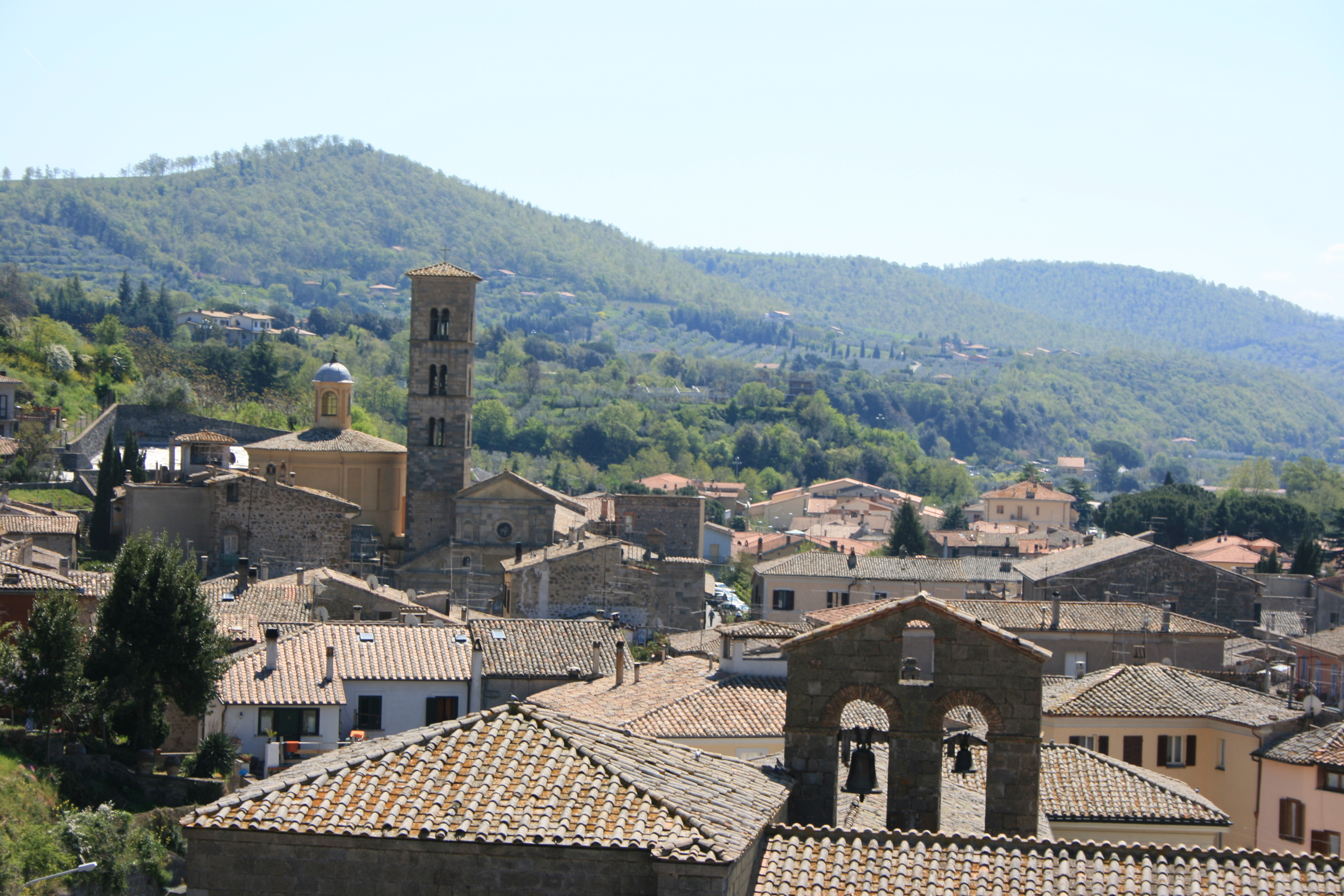
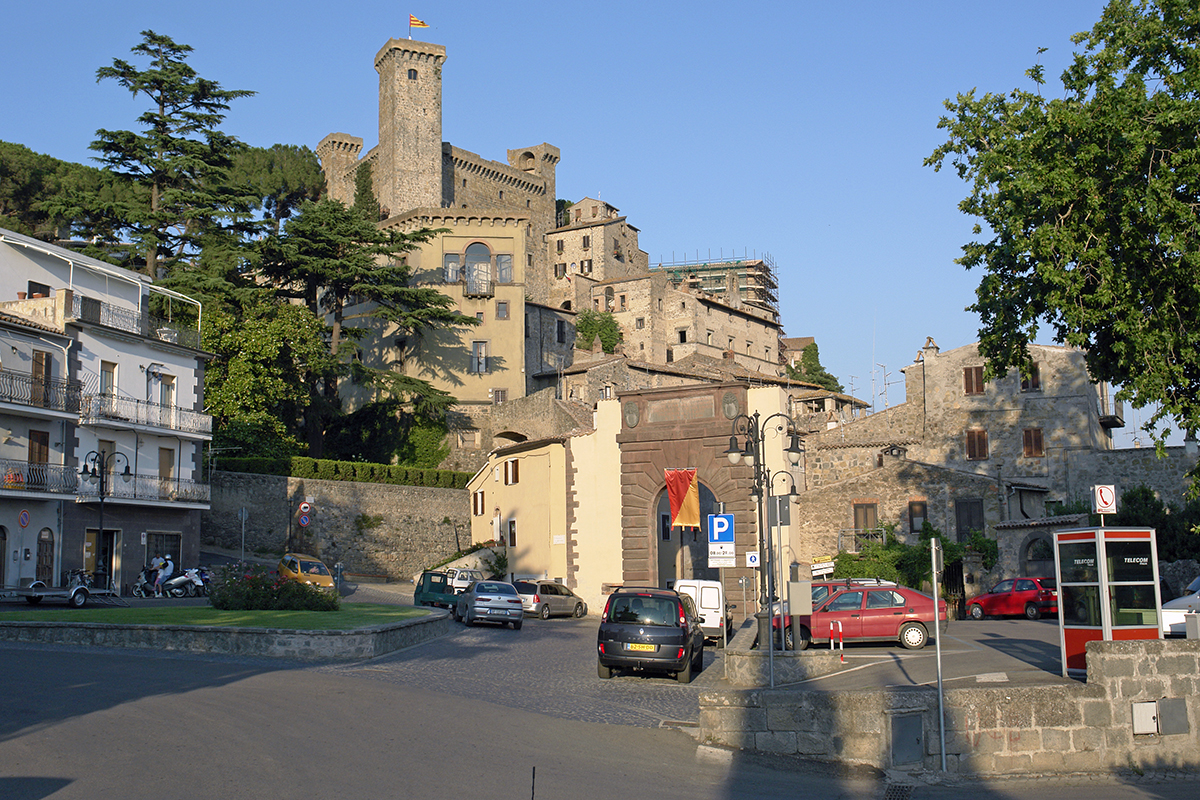
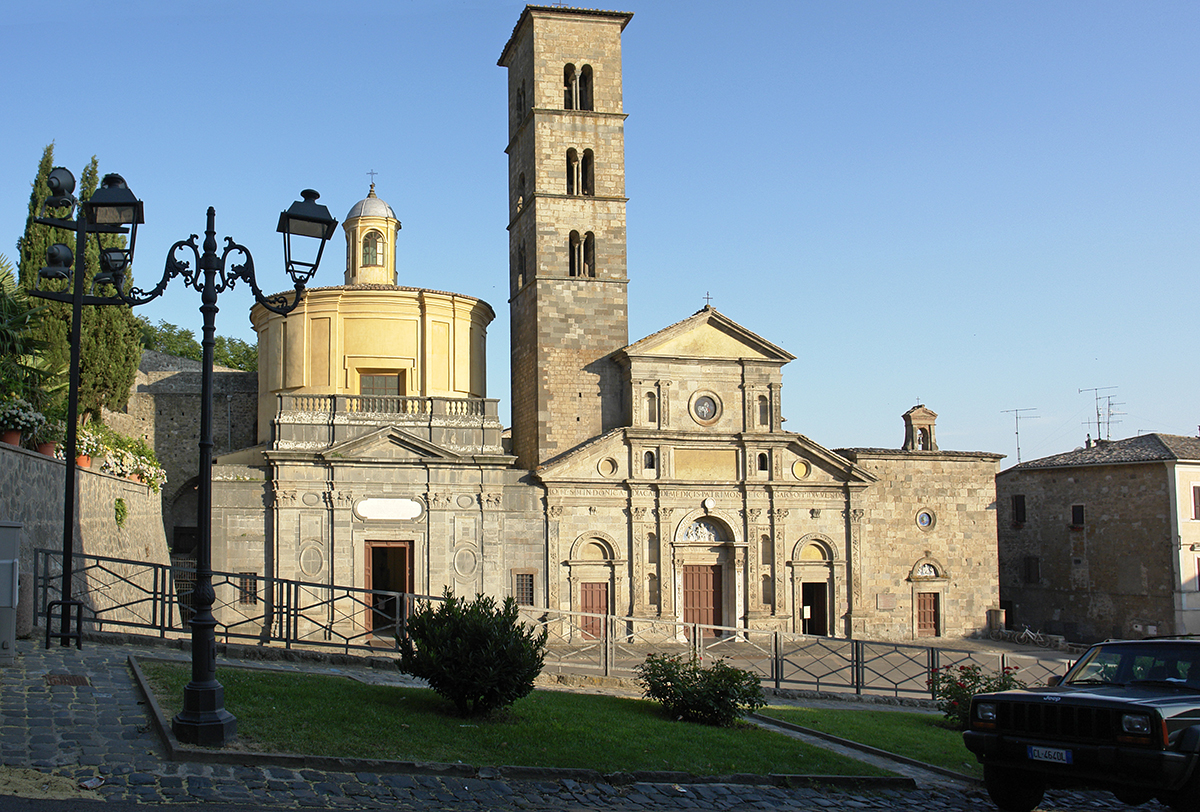
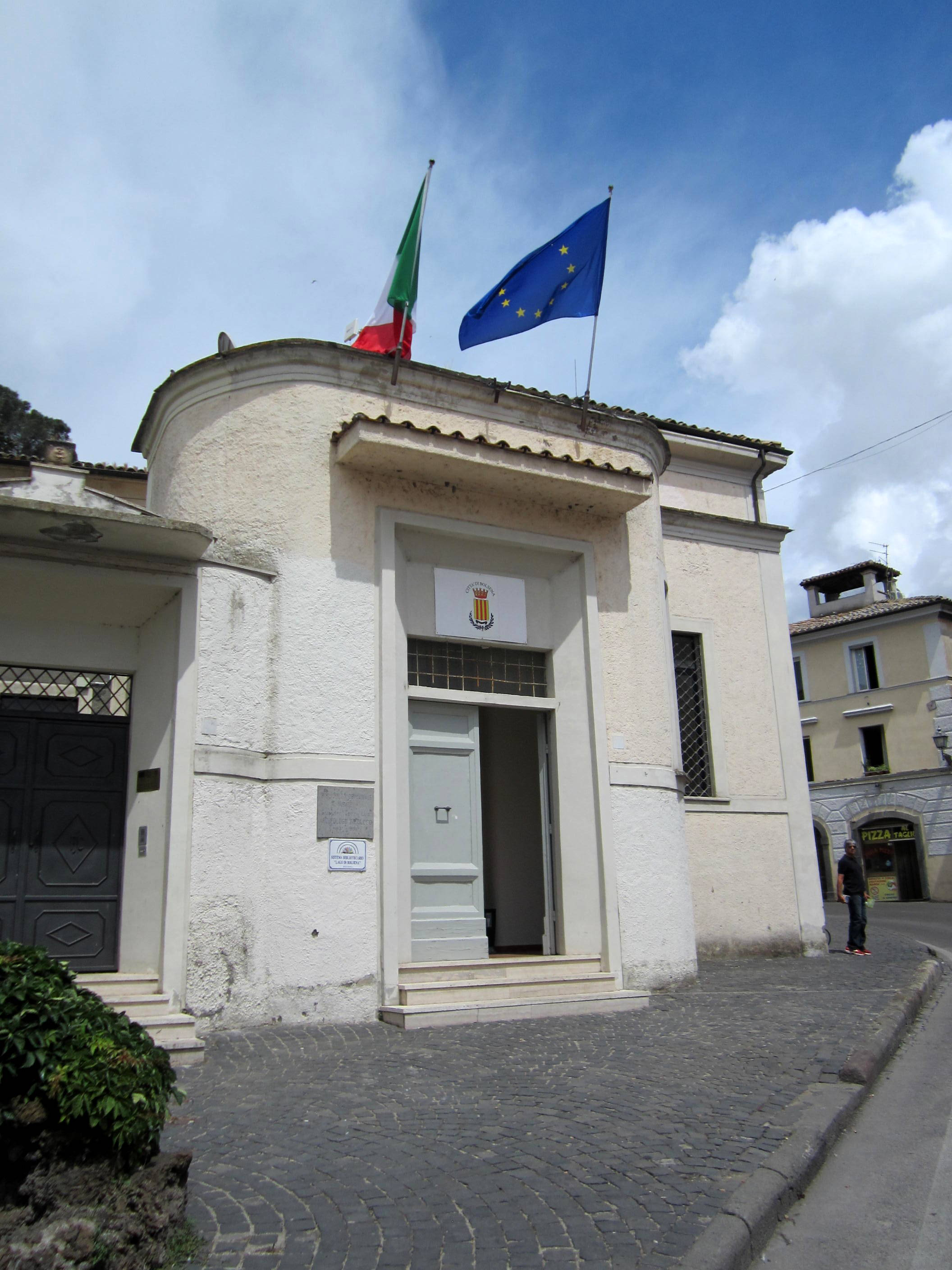
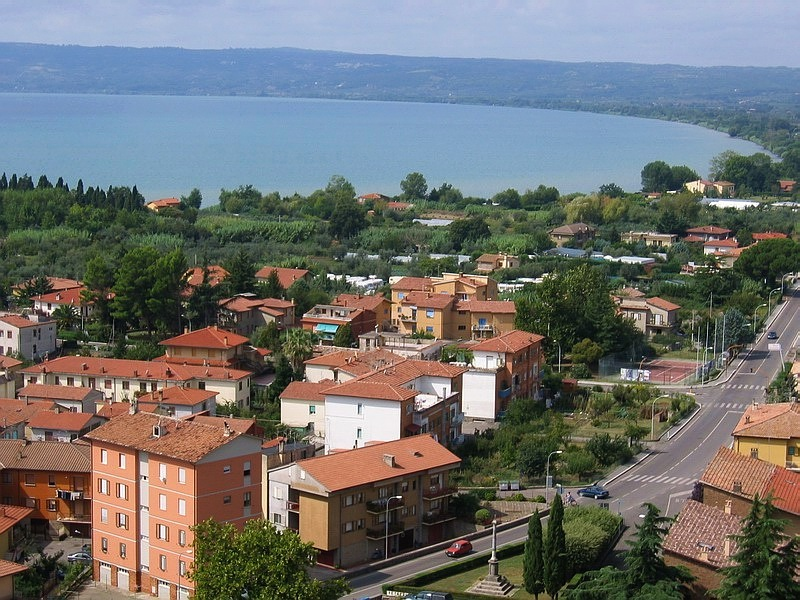
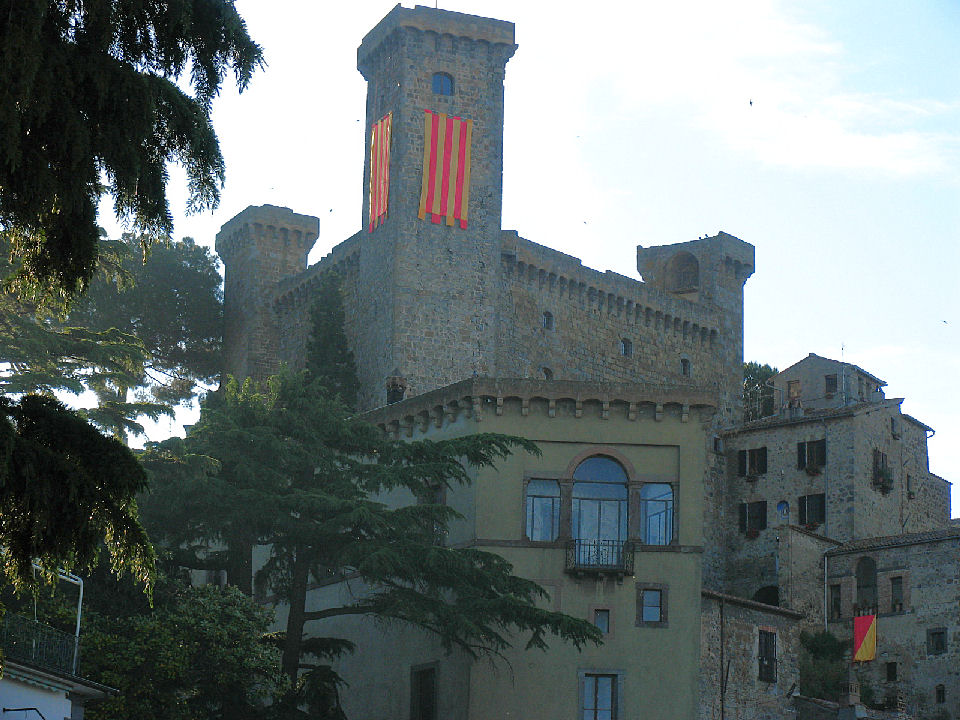